# American Sugar Refining Company
A American Sugar Refining Company (ASR) foi a maior unidade de negócios americana na indústria de refino de açúcar no início de 1900. Tinha interesses em Porto Rico e em outros locais do Caribe e operava uma das maiores refinarias de açúcar do mundo, localizada no Brooklyn, Nova Iorque.

## Estabelecimento
A ASR foi incorporada no estado de Nova Jérsia em 10 de janeiro de 1891 por Henry Osborne Havemeyer, com US$50 milhões em capital. Em 1907, possuía ou controlava 98% da capacidade de processamento de açúcar nos Estados Unidos e era conhecido como o Sugar Trust.
Em 1901, a empresa tinha noventa milhões de dólares em capital. A empresa ficou conhecida como Domino Sugar em 1900.

## Expansão
A combinação expandiu-se horizontalmente por cerca de vinte anos à medida que novos concorrentes surgiam; mais tarde, expandiu-se verticalmente, assumindo a produção de cana-de-açúcar e açúcar bruto em Cuba e adquirindo os interesses da madeira. Em maio de 1896, a American Sugar Refining Company tornou-se uma das 12 empresas originais na Média Industrial Dow Jones. A empresa foi investigada pela Comissão Industrial em 1900 e por uma comissão parlamentar especial em 1911-1912.
Em 1910, o governo federal iniciou um processo para a dissolução da empresa. Isso foi encerrado pelo decreto de consentimento anunciado em 21 de dezembro de 1921, quando a Domino Sugar afirmou que seu controle efetivo do açúcar refinado havia caído de 72% para 24%.
Segundo a Encyclopedia of New York City, "a luta terminou com um acordo em 1922 que permitiu que a empresa permanecesse intacta, mas a obrigou a se abster de práticas comerciais desleais e, à medida que a competição se recuperava, a empresa deixou de dominar a indústria". Após a Grande Depressão, a indústria de refino de açúcar diminuiu, à medida que alternativas ao açúcar e à tecnologia moderna foram introduzidas.
A American Sugar Refining Company continuou a dominar a indústria açucareira nos Estados Unidos durante a maior parte do século XX. Suas marcas incluíam a dominante Domino Sugar, Franklin Sugar, Sunny Cane Sugar e sua operação de açúcar de beterraba na Costa Oeste sob a marca Spreckels. Tinha grandes refinarias no Brooklyn; Charlestown, Massachusetts; Filadélfia, Baltimore, Chalmette, Louisiana; e Spreckels, Califórnia.

## Alteração de nome e aquisição
No início dos anos 1970, a empresa fez grandes investimentos na produção de xarope de milho com alto teor de frutose e mudou seu nome para Amstar Corporation (ASR). Mudou sua sede de 120 Wall Street para a 1251 Avenue of the Americas (6ª Avenida) (The Exxon Building) no centro de Manhattan.
Com investimentos em empresas de colheita e manuseio de alimentos nos Estados Unidos, a empresa enfrentou uma aquisição pela companhia de açúcar britânica Tate & Lyle em 1980. O tempo que isso durou é incerto, já que a American Sugar agora faz parte de outro grupo.
O nome da marca Domino está atualmente associado a uma empresa que também possui dois de seus antigos principais concorrentes, C & H Sugar (Califórnia e Havaí) e Jack Frost (Companhia Nacional de Açúcar).